# كسينيا دودكينا
كسينيا بافلوفنا دودكينا (الروسية: Ксения Павловна Дудкина ؛ من مواليد 25 فبراير 1995) هي لاعبة جمباز إيقاعية روسية من أومسك، روسيا. هي حاملة الميدالية الذهبية في حدث شامل لمجموعة في الألعاب الأولمبية الصيفية 2012،جنبًا إلى جنب مع أعضاء المجموعة الآخرين (أوليانا دونسكوفا ، أناستاسيا بليزنيوك ، ألينا ماكارينكو ، أناستاسيا نازارينكو ، كارولينا سيفاستيانوفا) كانت واحدة من أصغر أعضاء المجموعة الروسية في أولمبياد 2012 وعمرها 17 عامًا فقط . الحائزة على الميدالية الفضية الشاملة للمجموعة العالمية لعام 2011، الحائزة على الميدالية البرونزية الشاملة للمجموعة العالمية لعام 2013 ، الحائزة على الميدالية الذهبية الشاملة للمجموعة الأوروبية لعام 2012 ، (2013 ، 2012) نهائي كأس العالم المجموعة الشامل والبطل الشامل لمجموعة الألعاب الأولمبية للشباب لعام 2010.

## روابط خارجية
- Ksenia Dudkina في الاتحاد الدولي للجمباز

- "Ksenia Dudkina Fansite". مؤرشف من الأصل في 2013-08-18. اطلع عليه بتاريخ 2013-06-21.
- كسينيا دودكينا على إنستغرام